# Lago Akimoto
Il lago Akimoto (秋元湖?, Akimoto-ko) è un lago che è tecnicamente classificato come un invaso. Si trova a cavallo del confine tra il villaggio di Kitashiobara e la città di Inawashiro, entrambi nel distretto di Yama della prefettura di Fukushima, in Giappone. Insieme al lago Hibara e al lago Onaogawa, costituisce quella che è nota come la "formazione dei tre laghi dell'altopiano di Bandai Interna".

## Panoramica
Il lago stesso non esisteva fino al periodo Meiji nell'area ora nota come l'"altopiano interno di Bandai", che era un tempo il sito del villaggio di Hibara. Nel 1888, il monte Bandai - che è situato a sud - eruttò, e parte del fianco della montagna cedette come risultato della concomitante esplosione freatica; una grande frana rocciosa - e poi una fra di fango - in direzione di Hibara distrusse il villaggio. In precedenza si presumeva che si fosse verificata un'unica grande esplosione freatica, ma si ritiene ora che la distruzione della montagna sia stata causata da varie esplosioni di medie dimensioni.
Fiumi come il Nagase e l'Onogawa che scorrono nell'area interna di Bandai si ostruirono a causa della distruzione della montagna e della frana di fango; si formarono così il lago Hibara, il lago Onogawa, la palude di Goshiki e altri di tali laghi sbarrati. Il lago Akimoto fu formato dallo sbarramento del fiume Ōkura e del fiume Nakatsu. È il più profondo dei laghi dell'area di Bandai Interna e il secondo per superficie dopo il lago Hibara.
L'acqua del lago Akimoto scorre dentro dal fiume Nagase, e forma un delta nella sua sezione inferiore che si getta nel lago Inawashiro. L'acqua scorre poi dal lago Inawashiro nel fiume Nippashi, dal quale si collega al fiume Agano presso Kitakata. A causa di questo percorso che prende l'acqua, il lago Akimoto è designato in base alla Legge sui fiumi come parte del sistema idrografico del fiume Agano e gestito come sistema idrografico di classe B dalla prefettura di Fukushima.
In seguito al disastro della centrale nucleare di Fukushima Dai-ichi del 2011, nell'area circostante sono stati rilevati (come era logico attendersi) fenomeni di elevata contaminazione radioattiva, i cui effetti, secondo l'organizzazione ambientalista Greenpeace, si facevano ancora sentire a sette anni di distanza dall'incidente. Anche la zona dei laghi di Bandai Interna è stata purtroppo interessata dalla contaminazione: al riguardo, uno studio del 2015 riferiva i risultati di un'indagine comparativa condotta tra il giugno 2013 e il novembre 2013 fra tre laghi dell'area, Hayama, Akimoto e Tagokura, prendendo in considerazione i livelli di contaminazione da radiocesio (134Cs + 137Cs) nell'acqua dei laghi, nel sedimento sul fondo, nel plancton e nei pesci.
Secondo tale indagine, i livelli di contaminazione erano diversi nei tre laghi, con i livelli più alti di ciascun componente misurato trovati nel lago Hayama, seguito dal lago Akimoto, e la contaminazione minore nel lago Tagokura. Tra i laghi, l'ampiezza della contaminazione diminuiva al crescere della distanza dalla centrale nucleare di Fukushima Dai-ichi. Le concentrazioni medie di radiocesio erano più alte nei pesci piscivori che negli altri pesci, riflettendo probabilmente differenze nei livelli trofici. Le concentrazioni di radiocesio nell'acqua dei laghi, nel sedimento sul fondo, nel plancton e nei pesci erano correlate in modo significativo al contenuto di radiocesio nei suoli in superficie vicino ai siti dei laghi.

## Turismo
Il lago Akimoto, insieme al lago Hibara, al lago Onogawa, alla palude di Goshiki e ad altri sono designati come parte del parco nazionale di Bandai-Asahi, un'importante destinazione turistica della regione di Aizu. Particolarmente notevoli sono i colori cangianti delle foglie autunnali, che di riflettono vivacemente sulla superficie dell'acqua. È necessaria cautela perché in autunno i visitatori si affollano nell'area e causa ingorghi di traffico lungo la statale 459, che conduce all'area dei tre laghi di Bandai Interna. Il sole che sorge sul lago Akimoto è un soggetto favorito dei fotografi, e molti vengono la mattina per fare foto del panorama alla luce del mattino.
La navigazione in barca è consentita sul lago Akimoto. Le barche possono essere noleggiate entro un limite di tempo. La pesca è consentita, ma i numeri del pesce persico piccolo - un pesce invasivo - sono aumentati negli ultimi anni, attirando gli amanti della pesca al pesce persico così come le ire della cooperativa locale di pesca, che vede la specie come una minaccia per gli insetti acquatici locali e per i pesci indigeni. C'è una strada ciclabile sulla riva del lago Akimoto, ed è possibile avventurarsi alla gola di Nakatsu sul corso superiore del fiume Nakatsu. Il lago ha anche un campeggio, ed è popolare come luogo per tutte le attività all'aperto.
Il lago Akimoto è accessibile prendendo la superstrada Ban-etsu o l'interscambio dei monti Inawashiro-Bandai fino alla statale 115, e poi trasferendosi sulla Route 459, svoltando a destra all'ingresso della palude di Goshiki e proseguendo dritto. Provenendo dal monte Adatara, si prende la statale 115 e si svolta a destra all'incrocio di Takamori, proseguendo dritto sulla strada prefetturale di Fukushima 70 - la linea Fukushima-Azuma-Bandai Interna - e poi ci si trasferiscie sulla linea Bandai-lago Azuma. Provenendo da questa direzione, è possibile vedere i tratti superiori del lago Akimoto. Per accedere al lago con i mezzi pubblici, si prende la linea Ban-etsu West della JR East fino alla stazione di Inawashiro o alla stazione di Kitakata, si prende l'autobus Bandai Toto diretto a Bandai Interna, si scende all'entrata del lago Akimoto e si prosegue a piedi.

## Produzione idroelettrica
Il sistema idrografico del fiume Agano, di cui fa parte il lago Akimoto, ha una grande quantità d'acqua e scorre rapidamente, rendendolo un luogo ideale per la generazione di energia idroelettrica. Nel 1889, la prima produzione di energia idroelettrica sul sistema idrografico del fiume Agano iniziò con l'apertura della centrale idroelettrica di Numagami, che operava tramite l'acquedotto di Asaka.
Più tardi, nel periodo Taishō, la Inawashiro Hydroelectric Energy Company iniziò la produzione di energia idroelettrica sul lago Inawashiro e sul fiume Nippashi, e nel 1914 vantava quella che all'epoca era la più grande centrale idroelettrica del Giappone - la centrale elettrica fi Inawashiro n. 1 - completando con successo una linea aerea ad alta tensione che inviava energia elettrica a Tokyo. In seguito furono costruite le centrali elettriche Inawashiro n. 2 (nel 1918) e n. 3 (nel 1926), promuovendo lo sviluppo del lago Inawashiro e del fiume Nippashi.
L'area dei tre laghi di Bandai Interna attirò l'attenzione a causa della sua abbondanza di acqua e nel 1923 furono fatti piani per la generazione di ulteriore energia idroelettrica sul lago Onogawa e sul lago Akimoto. La centrale elettrica di Onogawa fu completata sul lago Akimoto nel 1937, con una potenza di 34.200 kW resa possibile grazie all'utilizzo di un tunnel per spostare l'acqua dal lago Onogawa. La costruzione fu successivamente iniziata sul lago Akimoto, ma nel frattempo fu varata la Legge sulla gestione energetica del 1939 in tempo di guerra, costringendo essenzialmente tutte le compagnie elettriche ad integrarsi nella Japan Electric Generation and Transmission Company. La costruzione proseguì sotto quest'ultima società e la centrale elettrica di Akimoto fu completata nel 1940. Al fine di generare un approvvigionamento energetico efficace, i piani prevedevano una diga in terra, che aumentasse la capacità di stoccaggio del lago. Quando la diga fu completata, la centrale di Akimoto vantava una potenza consentita di 107.500 kW, che all'epoca era la più alta del sistema idrografico del fiume Agano.
Dopo la guerra, fu stabilito che la Japan Electric Generation and Transmission Company si scindesse in base alla Legge sul decentramento economico e nel 1951 fu divisa in 9 piccole compagnie elettriche. Le centrali idroelettriche attorno al lago Inawashiro furono poste sotto la gestione della Tokyo Electric Power Company, Inc., dove rimangono ancora oggi. La Tokyo Electric Power Company ha adeguato il livello dell'acqua del lago Akimoto in conformità con le richieste della prefettura di Fukushima.

## Diga multifunzione
Nell'agosto del 1989, l'area di Bandai Interna subì pesanti piogge torrenziali. Il livello dell'acqua nel lago Akimoto, così come nel lago Onogawa e nel lago Hibara, era rapidamente aumentato e l'intero bacino idrografico subì gravi danni. Il lago Akimoto ha una stazione di pompaggio per il drenaggio al centro della diga che viene utilizzata per scaricare l'acqua del lago in eccesso, ma le piogge torrenziali avevano superato la capacità della stazione di pompare acqua, rendendo impossibile regolare correttamente il livello dell'acqua. Veniva scaricata più acqua di quella che potrebbe essere gestita in base ai regolamenti sull'uso dell'acqua, e il fiume Nagase alla fine straripò, causando ancora più danni alla regione circostante.
La prefettura di Fukushima, scossa dalla rapidità con cui il fiume aveva traboccato, elaborò nuovi piani di prevenzione delle inondazioni per l'area dei tre laghi di Bandai Interna. A causa del vicino parco nazionale di Bandai-Asahi, i problemi di protezione ambientale impedirono la costruzione di argini o dighe. Fu deciso che sarebbe stata costruita una diga multifunzione per garantire l'utilizzo non specificato dell'acqua, il controllo delle piene per il lago Hibara, il lago Onogawa e il lago Akimoto, nonché un normale livello di flusso per il fiume Nagase; i lavori iniziarono nell'area dei tre laghi di Bandai Interna nel 1997 nell'ambito del Progetto generale di sviluppo fluviale.
La pratica di costruire sbarramenti sui laghi naturali per la prevenzione delle piene e l'uso dell'acqua è effettuata a livello nazionale, con alcuni degli esempi più importanti come il lago Biwa, la chiusa sulla golena del fiume Seta, il lago Kasumigaura e il fiume Hitachi, che sono tutti sotto il controllo diretto del Ministero del territorio, delle infrastrutture, dei trasporti e del turismo, e altri come il lago e la diga di Chūzenji nella prefettura di Tochigi e il lago e la diga di Yogo nella prefettura di Shiga, che sono controllati a livello di prefettura. I laghi naturali nella prefettura di Fukushima che sono sbarrati includono il lago Inawashiro e il ponte di Jyūryoku. Il lago Hibara ora presenta una diga a gravità alta 3,4 metri, il lago Onogawa ha una diga di 4,9 metri di altezza e il lago Akimoto, oltre alla diga di terra, ora ha una diga a gravità con una paratoia di emergenza sulla sua riva sinistra, rendendolo una diga combinata. Strutture quali dighe, chiuse e paratoie consentono la prevenzione delle inondazioni e l'utilizzo di acqua per i laghi naturali e le paludi e possono essere definite "strutture di regolazione del livello delle acque". Benché luoghi come il lago Akimoto siano in realtà laghi, sono classificati come dighe in base alle normative relative ai fiumi.
A causa del fatto che ognuno di essi è alto meno di 15 metri, sono tecnicamente classificati come chiuse in base alla Legge sui fiumi, ma forniscono un prezioso servizio sotto forma di prevenzione delle inondazioni e generazione di energia idroelettrica tra il fiume Nagase, il lago Akimoto e gli altri laghi dell'area dei tre laghi della Bandai Interna. I lavori sulla diga secondaria furono completati nel 1999, e il controllo sulla regolazione dei livelli delle acque che era stato svolto dalla Tokyo Electric Power Company fu successivamente fatto direttamente dall'ufficio di ingegneria civile di Inawashiro della prefettura di Fukushima.